# عبد المجيد محمود القره غولي
عبد المجيد محمود القره غولي هو سياسي عراقي، ولد في محلة الهيتاويين في بغداد 1909 وتوفي في بغداد عام 1992، شغل مناصب وزارية في العهد الملكي في العراق.
شغل منصب وزير الاقتصاد في وزارة نوري السعيد الحادية عشر خلفا لضياء جعفر، ثم وزيرا للمالية في وزارة أرشد العمري الثانية ووزيرا للإعمار في وزارة نوري السعيد الثانية عشر، لكن رئيس الوزراء نوري السعيد طلب منه تقديم استقالته من وزارة الإعمار بسبب قضية إهدار مبلغ من المال في قضية استيراد السمنت، وفعلاً قدم استقالته من الوزارة ولكنه أبقي وزيراً بلا وزارة حفظاً لماء وجهه وعين وزير العدلية محمد علي محمود وزيراً للإعمار بالوكالة.